# Золоті та срібні пам'ятні монети євро Мальти

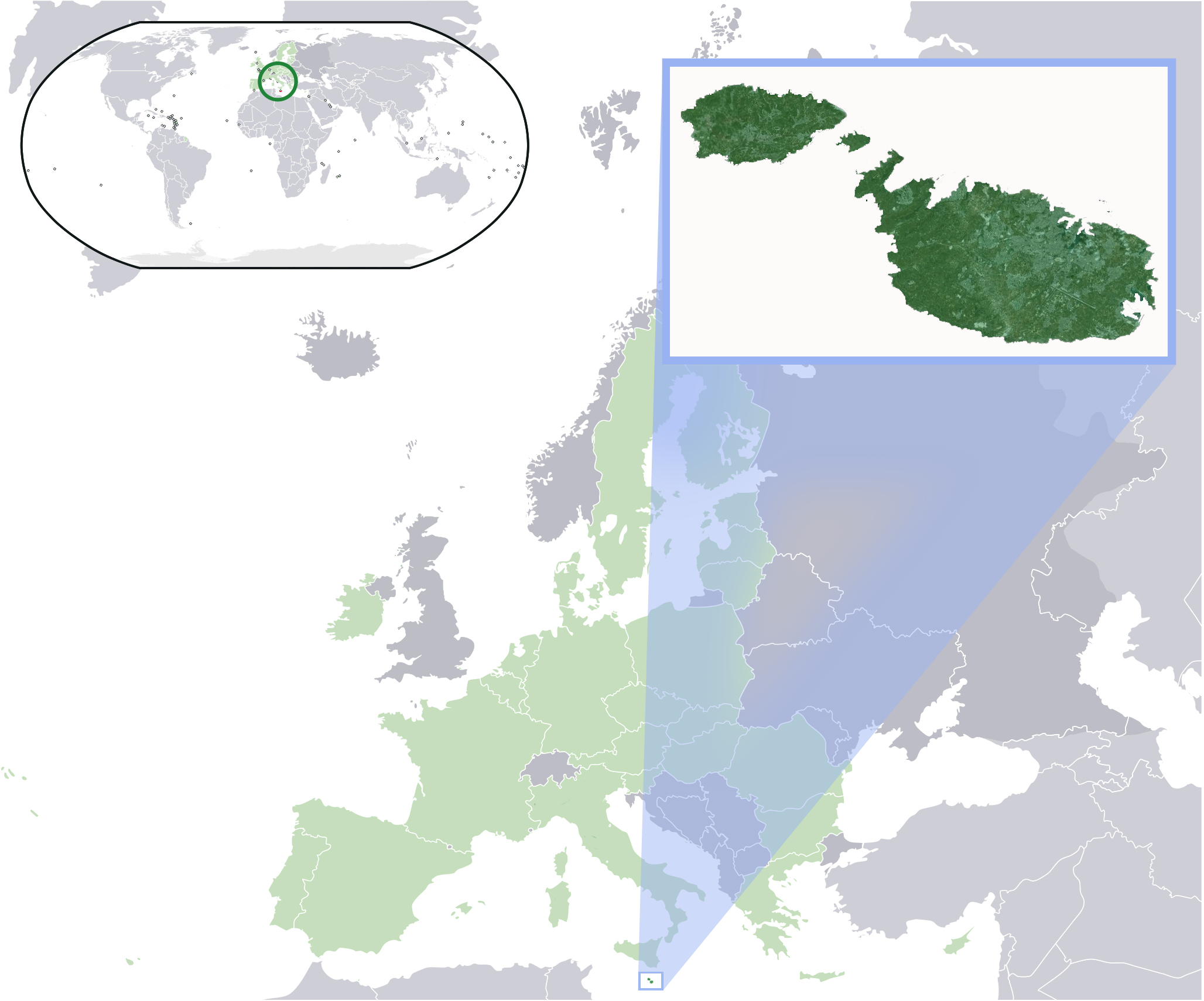
Мальта (Repubblika ta' Malta)

Золоті та срібні пам'ятні монети євро — спеціальні монети євро, що їх випускають центральні банки країн Єврозони із золота та срібла, а також інших металів. Мальта ввела свої монети євро 1 січня 2008. У короткий термін Центральний банк Мальти налагодив випуск своїх монет євро, які були введені в обіг, і також почав випуск пам'ятних, золотих та срібних монет євро.
Ці монети приймаються до оплати лише на території Мальти, крім монет євро Мальти регулярної карбування, які приймаються до оплати всіма країнами Єврозони. Всі монети представлені в цій статті зазвичай осідають у приватних колекціях і тому називаються колекційними монетами.
Колекційні монети євро Мальти присвячені річницям різних подій та історичним подіям. Іноді монети присвячені поточним подіям, що мають велике значення для громадян Мальти.

## Таблиця
У таблиці перераховано кількість монет, випущених в кожному році. У першій секції, монети згруповані за металом, у другій секції монети згруповані за номіналом.
| Рік    | Випущені |        | Метал  | Метал | Метал |     | Номінал монети | Номінал монети | Номінал монети | Номінал монети | Номінал монети |
| Рік    | Випущені | Золото | Срібло | Інші  | € 50  | €15 | €10            | €5             |                |                |                |
| 2008   | 2        | 1      | 1      | -     | 1     | -   | 1              | -              |                |                |                |
| 2009   | 2        | 1      | 1      | -     | 1     | -   | 1              | -              |                |                |                |
| 2010   | 2        | 1      | 1      | -     | 1     | -   | 1              | -              |                |                |                |
| 2011   | 2        | 1      | 1      | -     | 1     | -   | 1              | -              |                |                |                |
| 2012   | 2        | 1      | 1      | -     | 1     | -   | 1              | -              |                |                |                |
| 2013   | 7        | 3      | 4      | -     | 1     | 1   | 1              | 1              |                |                |                |
| Всього | 17       | 8      | 9      | —     | 6     | 1   | 9              | 1              |                |                |                |

## Монети 2008
| Файл:Malta 10 euro 2008.jpg Файл:Malta 10 euro 2008-2.jpg | Оберж-де-Кастій          | Оберж-де-Кастій                                       | Оберж-де-Кастій                                       | Оберж-де-Кастій                                       |
| Файл:Malta 10 euro 2008.jpg Файл:Malta 10 euro 2008-2.jpg | Дизайнер: невідомий      | Дизайнер: невідомий                                   | Монетний двір: Королівський монетний двір Нідерландів | Монетний двір: Королівський монетний двір Нідерландів |
| Файл:Malta 10 euro 2008.jpg Файл:Malta 10 euro 2008-2.jpg | Номінал: € 10            | Метал: Ag 925 (Срібло)                                | тираж: 18 000                                         | Якість: Proof                                         |
| Файл:Malta 10 euro 2008.jpg Файл:Malta 10 euro 2008-2.jpg | Випущена: 26 серпня 2008 | Діаметр: 38,61 мм                                     | Вага: 28,28 г                                         | Ціна монети: €38 Ринкова ціна: €46-€54                |
| Файл:Malta 50 euro 2008.jpg Файл:Malta 50 euro 2008-2.jpg | Оберж-де-Кастій          | Оберж-де-Кастій                                       | Оберж-де-Кастій                                       | Оберж-де-Кастій                                       |
| Файл:Malta 50 euro 2008.jpg Файл:Malta 50 euro 2008-2.jpg | Дизайнер: невідомий      | Монетний двір: Королівський монетний двір Нідерландів | Монетний двір: Королівський монетний двір Нідерландів |                                                       |
| Файл:Malta 50 euro 2008.jpg Файл:Malta 50 euro 2008-2.jpg | Номінал: € 50            | Метал: Au 916 (Золото)                                | Тираж: 3 000                                          | Якість Proof                                          |
| Файл:Malta 50 euro 2008.jpg Файл:Malta 50 euro 2008-2.jpg | Випущена: 26 серпня 2008 | Діаметр: 21 мм                                        | Вага: 6,5 г                                           | Ціна монети: €185 Ринкова ціна: €290-€390             |
| У серпні 2008 року Мальта випустила перші пам'ятні монети євро, обидві з срібла та золота. Ці монети були частиною Європейської монетної програми. Темою випуску монет 2008 року стало культурну спадщину Мальти. Обидві монети присвячені Оберж-де-Кастій, резиденції прем'єр-міністра Мальти. На аверсі монети зображено фасад Оберж-де-Кастій. Будівля розташована у Валетті та збудована 1574 року. У лівій частині монети номінал і 12 зірок Євросоюзу. Під номіналом монети зірка вказує на те, що монета входить до загальноєвропейської серії «Культурна спадщина». На реверсі зображений герб Мальти і рік випуску — 2008. |                          |                                                       |                                                       |                                                       |

## Монети 2009
| Файл:Malta 10 euro 2009.jpg Файл:Malta 10 euro 2009-2.jpg | Кастелланія              | Кастелланія                                           | Кастелланія                                           | Кастелланія                               |
| Файл:Malta 10 euro 2009.jpg Файл:Malta 10 euro 2009-2.jpg | Дизайнер: невідомий      | Монетний двір: Королівський монетний двір Нідерландів | Монетний двір: Королівський монетний двір Нідерландів |                                           |
| Файл:Malta 10 euro 2009.jpg Файл:Malta 10 euro 2009-2.jpg | Номінал: € 10            | Метал: Ag 925 (Срібло)                                | Тираж: 15 000                                         | якість: Proof                             |
| Файл:Malta 10 euro 2009.jpg Файл:Malta 10 euro 2009-2.jpg | Випущена: 22 червня 2009 | Діаметр: 38,61 мм                                     | Вага: 28,28 г                                         | Ціна монети: € 38 Ринкова ціна: Невідома  |
| Файл:Malta 50 euro 2009.jpg Файл:Malta 50 euro 2009-2.jpg | Кастелланія              | Кастелланія                                           | Кастелланія                                           | Кастелланія                               |
| Файл:Malta 50 euro 2009.jpg Файл:Malta 50 euro 2009-2.jpg | Дизайнер: невідомий      | Монетний двір: Королівський монетний двір Нідерландів | Монетний двір: Королівський монетний двір Нідерландів |                                           |
| Файл:Malta 50 euro 2009.jpg Файл:Malta 50 euro 2009-2.jpg | Номінал: € 50            | Метал: Au 916 (Золото)                                | Тираж: 3 000                                          | Якість: Proof                             |
| Файл:Malta 50 euro 2009.jpg Файл:Malta 50 euro 2009-2.jpg | Випущена: 22 червня 2009 | Діаметр: 21 мм                                        | Вага: 6,5 г                                           | Ціна монети: € 200 Ринкова ціна: Невідома |
| В архітектурному стилі, Кастелланія (Castellania) є однією з найкрасивіших будівель на вулиці Торговців (Merchants) у Валлетті. Будівля була побудована в 1748–1760 роках за великого гросмейстера Мануель Пінту де Фонсека, архітектором Франческо Церафою у стилі бароко. На червоній кладці будівлі викладена емблема Великого Гросмейстера Пінто. Тут розташовувався Палац Правосуддя — головний суд острова. З 1895 року в цій будівлі розташоване міністерство охорони здоров'я Мальти. На реверсі монети зображено герб Мальти і рік випуску — 2009. На аверсі монети фасад будівлі Кастелланія (Castellania). По краю монети зображено 12 зірок Євросоюзу, в нижній частині монети стоїть номінал. |                          |                                                       |                                                       |                                           |

## Монети 2010
| Файл:Malta 10 euro 2010.jpg Файл:Malta 10 euro 2010-2.jpg | Оберж-де-Італія     | Оберж-де-Італія                                       | Оберж-де-Італія                                       | Оберж-де-Італія                          |
| Файл:Malta 10 euro 2010.jpg Файл:Malta 10 euro 2010-2.jpg | Дизайнер: невідомий | Монетний двір: Королівський монетний двір Нідерландів | Монетний двір: Королівський монетний двір Нідерландів |                                          |
| Файл:Malta 10 euro 2010.jpg Файл:Malta 10 euro 2010-2.jpg | Номінал: € 10       | Метал: Ag 925 (Срібло)                                | Тираж: 12 500                                         | Якість: Proof                            |
| Файл:Malta 10 euro 2010.jpg Файл:Malta 10 euro 2010-2.jpg | Випущена: 2010      | Діаметр: 38.61 мм                                     | Вага: 28.28 г                                         | Ціна монети: € 38 Ринкова ціна: Невідома |
| Файл:Malta 50 euro 2010.jpg Файл:Malta 50 euro 2010-2.jpg | Оберж-де-Італія     | Оберж-де-Італія                                       | Оберж-де-Італія                                       | Оберж-де-Італія                          |
| Файл:Malta 50 euro 2010.jpg Файл:Malta 50 euro 2010-2.jpg | Дизайнер: невідомий | Монетний двір: Королівський монетний двір Нідерландів | Монетний двір: Королівський монетний двір Нідерландів |                                          |
| Файл:Malta 50 euro 2010.jpg Файл:Malta 50 euro 2010-2.jpg | Номінал: € 50       | Метал: Au 916 (Золото)                                | Тираж: 3 000                                          | Якість: Proof                            |
| Файл:Malta 50 euro 2010.jpg Файл:Malta 50 euro 2010-2.jpg | Випущена: 2010      | Діаметр: 21 мм                                        | Вага: 6.5 г                                           | Ціна монети: € 200 Ринкова ціна:         |
| Оберж-де-Італія (італ. Auberge d'Italie) є одним з найпрекрасніших будівель у Валлетті. Резиденція італійських лицарів була побудована 1571 року. На аверсі монети зображено герб Республіки Мальти. Над гербом по колу напис «MALTA», знизу зазначено рік випуску — 2010. На реверсі монети розташований фасад Оберж-де-Італія. Праворуч розташований номінал монети, нижче єврозірку, яка вказує на те, що монета входить загальноєвропейську серію «Європейська архітектура». Також справа зображені 12 зірок Євросоюзу. |                     |                                                       |                                                       |                                          |